# Малиновская, Вера Степановна
Вера Степановна Малиновская (1900, Киев, Российская империя — 1988, Монако) — советская актриса немого кино. В 1928 году эмигрировала в Германию.

## Биография
Вера Малиновская родилась в Киеве в 1900 году. В молодости занималась балетом, затем дебютировала в кино в 1924 году в фильме «Всем на радость», где её роль была эпизодической. Однако уже в следующем году роль в фильме «Коллежский регистратор» по повести Пушкина «Станционный смотритель» принесла Малиновской популярность и всеобщее признание.
Кинокарьера Малиновской была яркой и непродолжительной, всего актриса снялась в одиннадцати фильмах и перестала сниматься с конца 1920-х. Однако её популярность в СССР в годы НЭПа была очень высока. Наряду с такими актрисами, как Анна Стэн, Ольга Жизнева и Анель Судакевич, Малиновская была «звездой» советского немого кино.
В 1925 году Малиновская приняла участие в фильме «Медвежья свадьба» по новелле Проспера Мериме «Локис», над адаптацией которой работал нарком просвещения Анатолий Васильевич Луначарский.
В 1927 году Малиновская сыграла саму себя (камео) в комедийном немом фильме «Поцелуй Мэри Пикфорд». Сама Мэри Пикфорд (также сыгравшая в фильме саму себя) по возвращении в США отмечала в одном из интервью:
В России я встретила очаровательную молодую русскую «звезду» — высокую девушку с длинными белокурыми волосами. Она была героиней лучшей картины, которую я видела там, — «Коллежский регистратор». Возможно, что она приедет в Америку при содействии Дугласа и моем. Нечего и говорить о том, как ей этого хочется.
В 1928 году Малиновская, с разрешения советского правительства, принимала участие в съёмках немецкого исторического фильма «Ватерлоо», который вышел в следующем году. Малиновская решила остаться в Германии, став «невозвращенкой». Впоследствии она сыграла ещё в одном немецком историческом фильме «Шёнбруннский фаворит» и на этом закончила кинокарьеру.
Большую часть жизни Малиновская провела в Германии и Италии. Во время Второй мировой войны Малиновской помогли спастись от нацистов Эрих Мария Ремарк и его жена, с которыми она была дружна.
В 1979 году Малиновская посетила СССР в качестве гостьи на XI Московском международном кинофестивале. Умерла в Монако в 1988 году.

## Фильмография
- Всем на радость (1924) — эпизод
- Медвежья свадьба (1925) — Юлька
- Коллежский регистратор (1925) — Дуня
- Чужая (1927) — Фрося
- Поцелуй Мэри Пикфорд (1927) — Малиновская
- Человек из ресторана (1927) — Наташа
- Хромой барин (1928) — Катенька
- Ледяной дом (1928) — Мариорица
- Царский охотник (1928)
- Ватерлоо (1929) — графиня Валевская
- Шёнбруннский фаворит (1929)